# Râul Cibin
Cibin (în germană Zibin; în dialectul săsesc: Zabeng; în maghiară Szeben folyó) este un râu din centrul României cu o lungime de 82 km, care se varsă în râul Olt și este cel mai mare râu care trece prin municipiul Sibiu (germană Hermannstadt), de la acesta fiind și numele orașului (în latină Cibinium). Râul izvorăște de pe versantul nordic al Munților Cindrel, fiind format din două brațe: Râul Mare și Râul Mic.

## Geografie
Originar din Munții Cindrel (masiv aparținând lanțului montan Carpații Meridionali), râul se naște la confluența a două râuri mai mici: Râul Mare și Râul Mic; aceste râuri sunt situate nu departe de vârful Munților Cindrel. Cursul râului, a cărui lungime totală este de 82 km, se află în întregime pe teritoriul județului Sibiu, adică în partea merdidională a Transilvaniei. În acord cu orientarea sa nord-estică, el se îndreaptă, după ce scaldă municipiul Sibiu (în germană Hermannstadt), către sud-est. Suprafața bazinului său se întinde pe 2.184 km².
El este un afluent important al râului Olt, vărsându-se în el în apropiere de orașul Tălmaciu, la mică distanță de gara de la Podu Olt.
Cibinul formează o depresiune denumită depresiunea Sibiului, în care se află municipiul Sibiu, care este traversat de acest râu. În amonte de acest oraș, el scaldă regiunea denumită Mărginimea Sibiului, regiune cu vii tradiții românești. Alte localități importante aflate pe malurile sale sunt Gura Râului, Orlat,  Cristian, Bungard și Veștem.

## Principalii afluenți
Principalii afluenți ai Cibinului sunt: 
- Pârâul Negru (Râul Săliște) sau Săliște (are confluența în apropiere de Orlat),
- Hârtibaciu (în germană Harbach) (are confluența în apropiere de Mohu) și
- Sadu (în germană Zoodt) (are confluența în apropiere de Tălmaciu).

Importanța economică a râului este determinată de barajul construit în apropiere de Gura Râului, care, în afară de a produce electricitate, constituie cel mai mare rezervor de apă potabilă pentru municipiul Sibiu. Pe lângă acestea, câteva cariere de piatră se află de-a lungul malurilor sale.

## Anecdotă
Conform etimologiei populare, denumirea germană a Transilvaniei, Siebenbürgen, ar proveni din denumirea în limba maghiară (Szeben) a acestui râu. În realitate, este vorba de cuvintele germane Sieben (șapte) și Bürgen (cetăți, orașe).

## Imagini

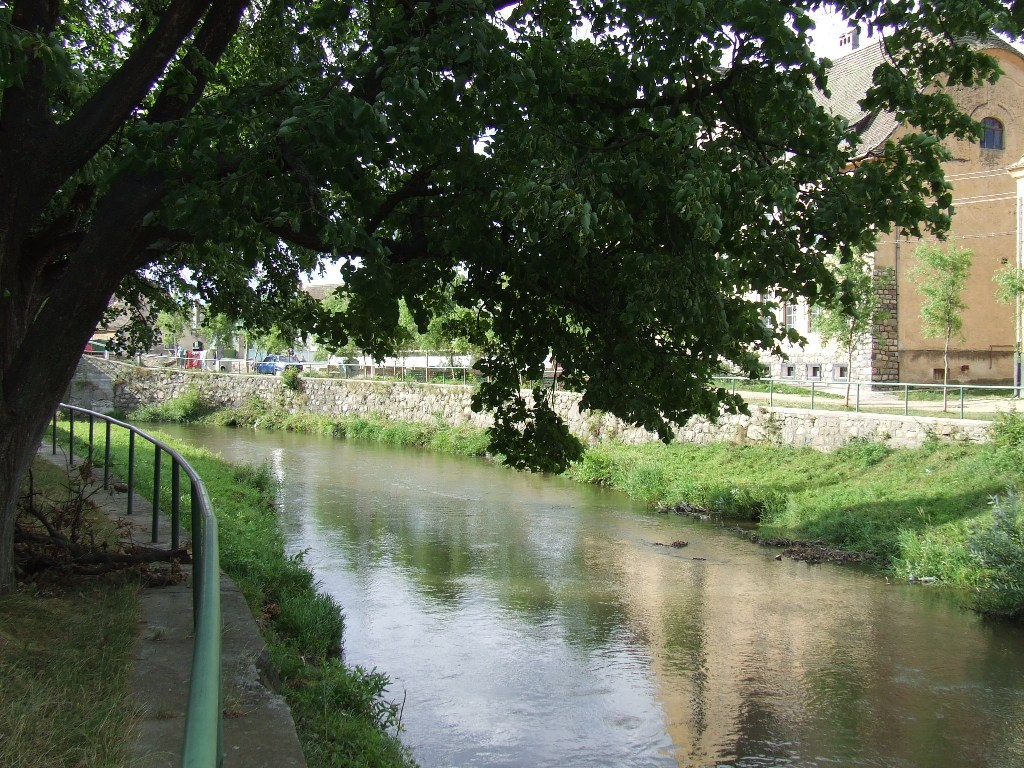
Râul Cibin în localitatea Cristian, Sibiu.
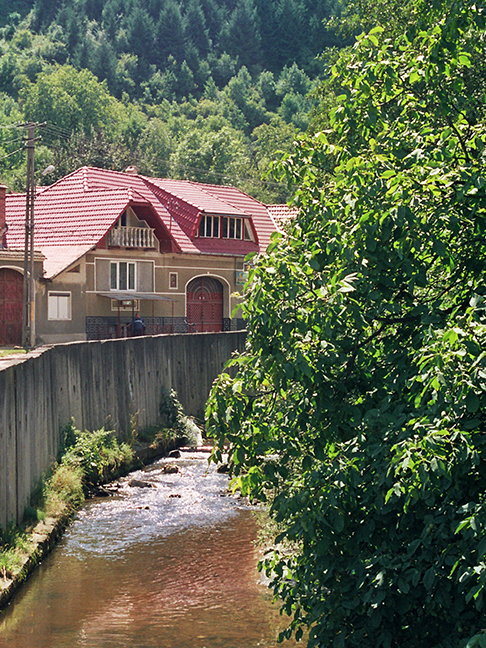
Cursul superior al Cibinului la Gura Râului, Sibiu.
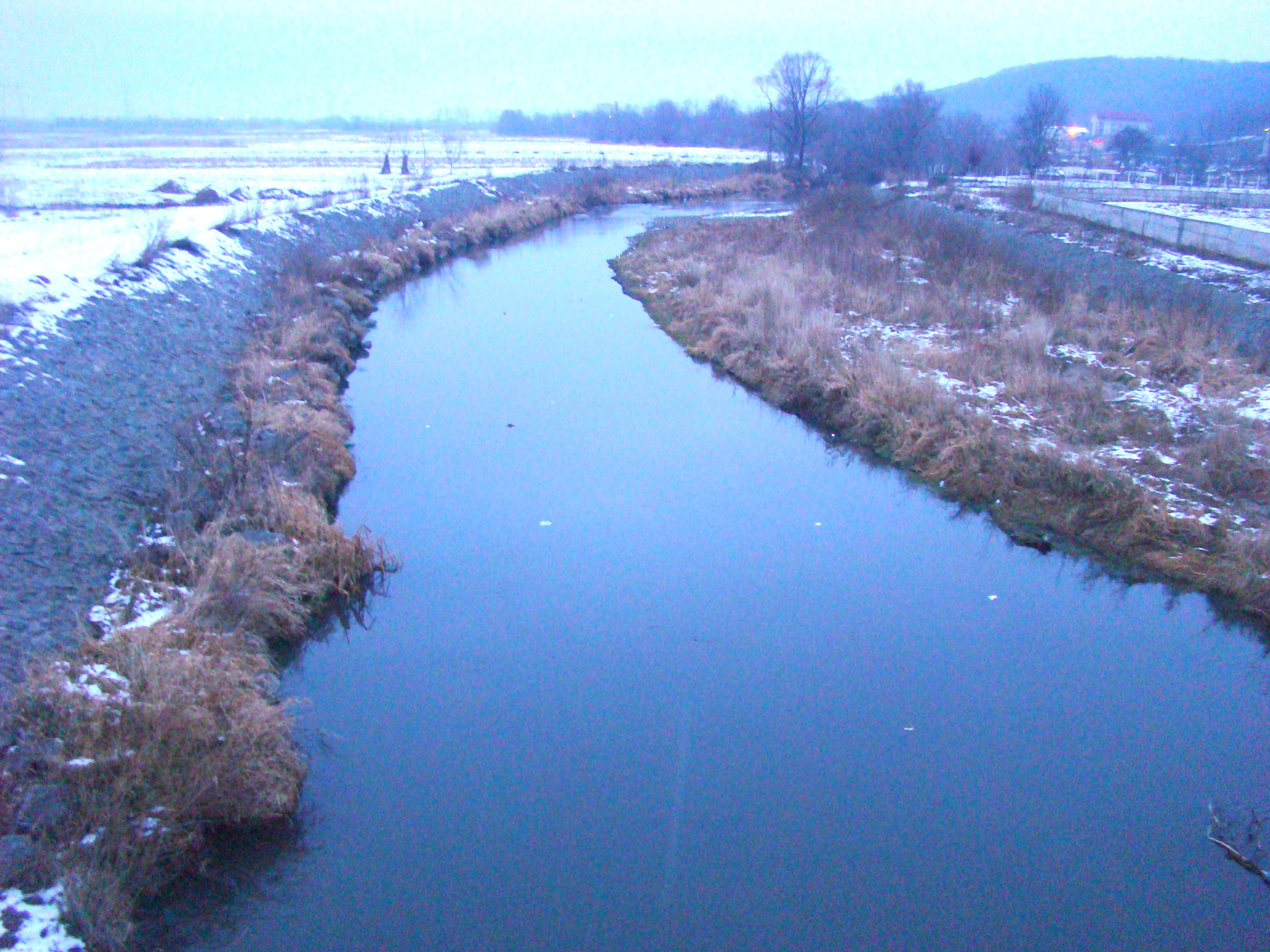
Râul Cibin la Mohu

## Hărți
- Harta Munții Cibin  Arhivat în 30 martie 2010, la Wayback Machine.
- Harta Munții Cindrelului [nefuncțională – arhivă]
- Harta județului Sibiu